# حسنین محمد مخلوف
حسنین بن محمد حسنین مخلوف (۱۸۹۰–۱۹۹۰) فقیه مصری بود. دانش‌آموختهٔ الازهر بود و در آنجا به تدریس پرداخت. سپس قضاوت شرعی و مفتی اعظم مصر در سال‌های (۱۹۴۵–۱۹۵۰) و (۱۹۵۲–۱۹۵۴) شد. پس از آن، رئیس کمیسیون فتوای ازهر بود. در سال ۱۹۸۲، جایزهٔ تقدیری دولت مصر، و در سال ۱۹۸۳ جایزهٔ ملک فیصل برای خدمت اسلام را گرفت. کلمات القرآن، صفوة البیان لمعانی القرآن، فتاوی شرعیة و بحوث إسلامیة، المواریث فی الشریعة الإسلامیة از آثار اوست. ورثهٔ او، کتابخانهٔ شخصی‌اش را به الازهر هدیده دادند.